# Јосиф Освећени
Свети Јосиф Освећени, Јосиф Самакос је светитељ православне цркве.

## Живот
Рођен је на Криту 1440. године у селу Керамос из имућне породице. Село Керамос је идентификовано као село Азокерамос у Ситији, али Стергиос Спанакис је истакао да се ово село не помиње у венецијанским пописима. Млетачки пописи становништва из 16. века помињу село по имену Керамос у провинцији Каиноури, у близини Куртеса, које Спанакис сматра родним местом Самакоса. У детињству је стекао образовање код учитеља монаха у манастиру Светог Јована Богослова. Након смрти родитеља, своје богатство је поделио сиромашнима. Затим је постао свештеник и на ходочашћу посетио Свету земљу.

### Аскеза
Живео је и подвизавао се у манастиру Светог Јована Богослова у Хандаки (Ираклион) на Криту. Његов живот карактерише милосрђе према ближњима.

### Смрт
Упокојио се у 71. години, 22. јануара 1511. године и сахрањен у свом манастиру.

### Посвећење
Његов углед као светитеља чудотворца утврдио се када су постојала сведочанства о исцељивању слепих и болесних. Током извлачења остатака, његови остаци су пронађени нетакнути и чак се наводи да су испуштали мирис. Пренета је у саборну цркву манастира.

### Пренос моштију
Његови остаци су пренети 1669. године нове ере када су Османлије заузеле Кхандаку, на Закинтосу, тачније у манастир Свети Јован од Мантинеиоса у Ксеровунији. Од 1915. године нове ере његова реликвија се налази у храму Пантократора Гајтанија на Закинтосу.